# Ludwika Karolina Radziwiłłówna
Ludwika Karolina Radziwiłłówna (ur. 27 lutego 1667 w Królewcu, zm. 25 marca 1695 w Brzegu) – księżna na Birżach, Dubinkach, Słucku i Kopylu, pani na Newlu i Siebieżu, margrabina brandenburska, księżna neuburska w latach 1687–1695.

## Życiorys
Ostatnia przedstawicielka linii kalwińskiej Radziwiłłów na Birżach i Dubinkach. Córka Bogusława Radziwiłła i Anny Marii Radziwiłł. Wnuczka Janusza Radziwiłła, kasztelana wileńskiego i Janusza Radziwiłła, hetmana wielkiego litewskiego. Praprawnuczka Mikołaja Rudego Radziwiłła.
W niemowlęctwie oddana została na wychowanie Radziwiłłom z linii na Nieświeżu i Ołyce. Później, zgodnie z zapisem testamentowym Bogusława Radziwiłła, wychowywała się na dworze elektora brandenburskiego Fryderyka Wilhelma Hohenzollerna zwanego Wielkim Elektorem. Po śmierci Bogusława Radziwiłła w 1669 roku została jedyną spadkobierczynią jego dóbr w Wielkim Księstwie Litewskim i Koronie, w których skład wchodziło ponad tysiąc wsi oraz kilka miast.
Na wyraźne życzenie ojca była wychowywana w kalwinizmie i temu wyznaniu pozostała wierna do końca życia. Była wzorem swoich przodków opiekunką protestantyzmu na Litwie.
Od 7 stycznia 1681 roku była żoną margrabiego Ludwika Leopolda Hohenzollerna, syna elektora brandenburskiego Fryderyka Wilhelma Hohenzollerna. Po śmierci pierwszego męża w 1687 roku spisano umowy przedślubne i została zaręczona z królewiczem Jakubem Ludwikiem Sobieskim, synem Jana III Sobieskiego. Dnia 10 sierpnia 1687 roku potajemnie poślubiła księcia Pfalz-Neuburg, Karola III Filipa Wittelsbacha. Ślub wywołał skandal a sprawa była rozpatrywana na posiedzeniach Sejmu.
Jej drugie małżeństwo stało się dla magnackich rodów litewskich podstawą do działań prawnych i politycznych mających na celu pozbawienie księżnej i jej potomstwa praw do majątków w Rzeczypospolitej zwanych dobrami neuburskimi. Ostatecznie latyfundia po śmierci Ludwiki Karoliny Radziwiłł przypadły w XVIII wieku Radziwiłłom z Nieświeża.
Ludwika Karolina Radziwiłłówna zmarła w wyniku komplikacji poporodowych.
Z drugiego małżeństwa doczekała się czworga dzieci wychowanych w katolicyzmie: Leopoldyny Eleonory (ur. 1689, zm. 1693), Marii Anny (ur. 1690, zm. 1692), Elżbiety Augusty (ur. 1693, zm. 1728) i nieznanego z imienia syna (ur. i zm. 1695). Wieku dorosłego dożyła tylko jedna córka Elżbieta Augusta Zofia Wittelsbach, która była żoną księcia Józefa Karola Wittelsbacha.